# Borneosicyos simplex
Borneosicyos — рід квіткових рослин родини гарбузових.
Його рідний ареал — Борнео.
Види:
- Borneosicyos simplex W.J.de Wilde